# 久世光彦
久世 光彦（くぜ てるひこ、1935年4月19日 - 2006年3月2日）は、日本の演出家、小説家、実業家、テレビプロデューサー。テレビ制作会社「株式会社カノックス」創業者。テレビドラマ、小説ともに受賞多数。
歌謡曲作詞や脚本家としてのペンネームに市川 睦月（いちかわ むつき）、小谷 夏（こたに なつ）、林 紫乃（はやし しの）など。兄は元参院議員・金融再生委員長を務めた久世公堯。

## 来歴・人物
当時の東京市杉並区阿佐谷生まれ。
父親は陸軍少将の久世弥三吉で転属により、小学校2年のとき北海道札幌市へ移り、終戦の年に両親の故郷・富山県富山市へ疎開し、その後高校卒業まで富山で育つ。富山市立西田地方小学校、富山大学教育学部附属中学校、富山県立富山高等学校、東京大学文学部美学美術史学科卒業後、ラジオ東京（現・TBSHD）入社。TBSの二期上に、鴨下信一・柳井満らがいる。
演出家、プロデューサーとして『寺内貫太郎一家』、『時間ですよ』などテレビ史に残る数多くのテレビドラマを製作した。1979年、後述の不倫スキャンダルが公となり、TBSを退社に追い込まれる。同年、東映『夢一族 ザ・らいばる』を監督して芸能界復帰。1980年に制作会社「カノックス」を設立。
1987年に出版された処女作『昭和幻燈館』を皮切りに、作家活動を本格的に開始。小説・評論・エッセイなど幅広く執筆活動を行った。50歳を過ぎてのスタートにもかかわらずその活躍はめざましく、独自の耽美的な作風を確立して多くの文学賞を受賞。他にドラマ制作現場で文字通りの「戦友」だった向田邦子を巡るエッセイが人気を博した。
2006年3月2日午前7時32分、虚血性心不全のため都内の自宅で死去。70歳没。生前はどんな病気でも入院することを嫌っていた。軽い糖尿病を患っていたほか、数年前には副交感神経関係の手術を受け、脳梗塞からの回復の途上でもあったが、死の直前まで仕事を抱えており、多くの関係者を驚かせた急死だった。2006年3月6日自宅にて通夜、翌3月7日、東京都文京区護国寺桂昌殿にて告別式が営まれた。弔辞は、小林亜星と作家の伊集院静の二人が読んだ。墓所は大田区セントメモリアル西嶺浄苑。
2010年12月、没後約5年を経て、妻・朋子が久世との出会いからその人柄、突然の別れまでを綴ったエッセイ『テコちゃんの時間 久世光彦との日々』を出版した。

## エピソード
代表作『寺内貫太郎一家』、『時間ですよ』はいずれも脚本家向田邦子とのコンビ作品。2004年1月2日に放送されたドラマ『テレビ50年ドラマ特別企画 向田邦子の恋文』（原作：向田和子、TBS）でも演出を担当。自身のエッセイ同様、1981年、台湾での飛行機事故で客死した向田への想いが込められた作品となった。
ヘビースモーカーで知られ、「缶ピース」を愛煙した。
新人タレントへの厳しい演技指導で知られ、数多くの人気タレントを育てた。葬儀の際に浅田美代子は「親にも叩かれた事がないのに久世さんには何度も叩かれた」と明かしている。
読売ジャイアンツファンだった。
『ムー一族』…郷ひろみと樹木希林のデュエットによる番組挿入歌「林檎殺人事件」がヒットした。樹木が本作の打ち上げパーティーのスピーチで、久世と「近松屋のともこ」役の女優のぐちともこが不倫関係にあり、既にのぐちがこの時、妊娠8か月であった事を暴露したことから、一大スキャンダルに発展（発覚当時、久世の妻は「認知などさせない」と強硬な姿勢だったが、後に正式離婚し、のぐちと再婚）。久世と樹木は1996年放送のドラマ「坊ちゃんちゃん」まで絶縁状態となった。ただ久世とのぐちの関係は当時関係者や出演者の間で「公然の秘密」とされており周知の間柄だったが、樹木には周囲の共演者らと険悪な関係になりながらも「久世さんがああした状況の中でなし崩しにショボショボしていくのが耐えられなかった」「2人の気持ちを軽くしてやろうと思った」との真意があった。また、こうした場での暴露を非難する声に対しても「ああいう見せかけの優しさが久世さんをダメにした」と反論している。
『寺内貫太郎一家2』…開始間もなく過激な喧嘩シーンを収録していて西城秀樹が骨折、休養。最終回（30回目）は、向田が乳がんの手術のために「原案・向田邦子」「脚本・林紫乃」（久世のペンネームで紫乃というのは久世の長女の名前をもじったもの）となった。この時のことを久世は「雁の別れ」（『触れもせで - 向田邦子との二十年間』講談社文庫）に書いている。
喜劇的要素が強い作風のテレビドラマが多いことで知られるが、この要素を取り入れるため自ら志願して当時所属していたTBSの大人気バラエティ番組『8時だョ!全員集合』のコント演出を数回行っている。これをきっかけとして、同番組のプロデューサーだった居作昌果、出演していたザ・ドリフターズのリーダー・いかりや長介を「師匠」として尊敬するようになった。
『時間ですよ・昭和元年』…1974年3月にザ・ドリフターズを脱退した荒井注は、「8時だョ!全員集合」の客員ディレクターを務めたこともある久世の出演要請により、1974年10月放送開始の本作で芸能界へ復帰した。
1981年、ポーカー賭博疑惑で警察から取り調べを受け謹慎。
作詞家としても活躍し、市川睦月（いちかわ・むつき）名義で1993年の第35回日本レコード大賞受賞曲である香西かおり「無言坂」などを作詞。「市川」は、師匠と尊敬する市川崑に由来する。
2004年2月、TBSラジオ『竹中直人ハードボイルド・ソーセージ』に小泉今日子と共に出演。番組内において竹中から自身の監督作品、映画『サヨナラCOLOR』（2004年）への出演オファーを受け「仕方ないから歯を入れるよ」と承諾。同作品にて俳優デビューする。
沢田研二主演、coba音楽、南流石振付による音楽劇の演出にも参加、5作品を担当しているが、その5作目で、川上弘美原作、テレビドラマの舞台化作品『センセイの鞄』（2005年、共演坂井真紀）が最後の演出作品となった。沢田への思い入れは並々ならないものがあり、「沢田研二の存在があるからこそ現在の仕事を続けている」と語るほどだった。TBS時代には、沢田とエレベーターに2人で乗ると、緊張して乗っている時間が長く感じたとも語っている。
2006年に制作されたフジテレビの特別ドラマ『東京タワー 〜オカンとボクと、時々、オトン〜』（リリー・フランキー原作）はクランクイン直前の3月に久世が死去したため西谷弘が演出を引き継ぎ、出演者の山本圭一が起こした不祥事が7月19日に発覚したことへの対応として塚地武雅の代役による取り直しと再編集が行われたことで2006年7月29日の放送予定を11月18日に延期して放送された。
自身の制作会社カノックス (KANOX)は、久世演出のドラマの他、『料理バンザイ!』を製作していたが、同番組がスポンサーの雪印グループの相次ぐ不祥事から2002年3月限りで打ち切りとなったこともあり売り上げが大幅に減少し、2004年3月に民事再生法の適用を申請した。
飛行機恐怖症で、海外に出かけたのは2、3回しかなかったという。

## 演出作品

### テレビドラマ

#### TBS時代
- 七人の孫（1965年）演出
- 真田幸村（1966年）演出・プロデューサー
- 顎十郎捕物帳（1968年）演出
- 守ルモ攻メルモ（1969年）演出
- 時間ですよ（第1期/1970年）演出
- 時間ですよ（第2期/1971年）演出
- おはよう（1972年）演出
- 時間ですよ（第3期/1973年）演出・プロデューサー
- 時間ですよ 昭和元年（1974年）演出・プロデューサー
- 寺内貫太郎一家（1974年）演出・プロデューサー
- 寺内貫太郎一家2（1975年）演出・プロデューサー
- 悪魔のようなあいつ（1975年）演出・プロデューサー
- さくらの唄（1976年）演出・プロデューサー
- ムー（1977年） 演出・プロデューサー
- せい子宙太郎－忍宿借夫婦巷談（1977年） 演出・プロデューサー
- ムー一族（1978年） 演出・プロデューサー

#### 独立後
- 源氏物語（1980年/TBS）演出
- 真夜中のヒーロー（1980年/日本テレビ）演出・企画
- 虹子の冒険（1980年/ テレビ朝日）演出・プロデューサー
- お春捕物日記（1982年/フジテレビ）監督
- 人間万事塞翁が丙午（1982年/TBS）演出・プロデューサー
- 刑事ヨロシク（1982年/TBS）演出
- あとは寝るだけ（1983年/テレビ朝日）演出
- みだらな女神たち（1983年/TBS）演出
- AカップCカップ（1983年/テレビ東京）演出
- ビートたけしの学問ノススメ（1984年/TBS）演出
- 眠る盃（1985年/TBS）演出
- 夜中の薔薇（1985年/TBS）演出
- 冬の家族（1985年/TBS）演出
- ガンコおやじに敬礼!（1985年/TBS）演出
- 女の人差し指（1986年/TBS）演出
- 藤子不二雄の夢カメラ（1986年/フジテレビ）演出
- 花嫁人形は眠らない（1986年/TBS）演出
- 恋子の毎日（1986年/TBS）演出
- 時間ですよふたたび（1987年/TBS）演出
- 麗子の足（1987年/TBS）演出
- 艶歌・旅の終りに（1988年/フジテレビ）演出
- 桜子は微笑う ラストエンペラーに仕掛けられた妖しい女の罠（1988年/テレビ朝日）演出
- 時間ですよスペシャル 天使の誘惑（1988年/TBS）演出
- 時間ですよたびたび（1988年/TBS）演出
- キツイ奴ら（1989年/TBS） 演出
- 明日はアタシの風が吹く（1989年/日本テレビ）演出
- わが母の教えたまいし（1989年/TBS）演出
- 時間ですよ 平成元年（1989年/TBS）演出
- 時間ですよ新春スペシャル 梅の湯の結婚式はギャグでいっぱい（1990年/TBS）演出
- 隣りの神様（1990年/TBS）演出
- 花迷宮・昭和異人館の女たち（1990年/フジテレビ）演出
- 時間ですよ殺人事件（1990年/TBS）演出
- キツイ奴ら 栄冠は君に輝く（1990年/TBS）演出
- 花迷宮・上海から来た女（1991年/フジテレビ）演出
- 松本清張作家活動40年記念・黒い画集 坂道の家（1991年/TBS）演出
- 世にも奇妙な物語「視線の町」（1991年/フジテレビ）演出
- 世にも奇妙な物語「海亀のスープ」（1991年/フジテレビ）演出
- なんだらまんだら（1991年/フジテレビ）ゼネラルプロデューサー
- 女正月（1992年/TBS）演出
- 怪談 KWAIDAN（1992年/フジテレビ）監督
- 華燭（1992年/TBS）演出
- D坂殺人事件 名探偵明智小五郎誕生 名探偵明智が挑む猟奇殺人の謎!!闇に浮かぶ白い肌…（1992年/フジテレビ）演出
- 華岡青洲の妻（1992年/フジテレビ）演出
- みんな夢の中〜ある偽ハマクラ伝〜（1992年/関西テレビ）演出
- 怪談 KWAIDAN II（1993年/フジテレビ）監督
- 谷口六三商店（1993年/TBS）演出
- 雁（1993年/テレビ東京）演出
- にごりえ（1993年/テレビ東京） 演出
- お玉・幸造夫婦です（1994年/読売テレビ）演出
- 風を聴く日（1995年/TBS） 演出
- いつか見た青い空 （1995年/TBS）演出
- 涙たたえて微笑せよ 明治の息子・島田清次郎（1995年/NHK）演出
- 言うなかれ、君よ、別れを（1996年/TBS）演出
- 小石川の家（1996年/テレビ東京） 演出
- 坊っちゃんちゃん（1996年/TBS）演出
- メロディ（1997年/TBS「東芝日曜劇場」）演出・プロデューサー
- 蛍の宿（1997年/TBS）演出
- 昭和のいのち（1998年/TBS）演出
- 寺内貫太郎一家'98（1998年/TBS） 演出
- あさき夢見し（1999年/TBS）演出
- 寺内貫太郎一家2000スペシャル（2000年/TBS） 演出
- センセイの鞄（2003年/WOWOW「ドラマW」）演出
- 向田邦子の恋文（2004年/TBS）演出
- 夏目家の食卓（2005年/TBS）演出
- 東京タワー 〜オカンとボクと、時々、オトン〜（2006年/フジテレビ）企画

他 多数

### 映画
- 任侠花一輪 （1974年/東映）原案
- ワニと鸚鵡とおっとせい （1977年/松竹）原案
- 夢一族 ザ・らいばる（1979年/東映）監督
- 自由な女神たち（1987年/松竹）監督

### ビデオ
- 「朝丘雪路 涼という女」（1992年/パック・イン・ビデオ）監督

### 舞台
- 浅草慕情 なつかしのパラダイス（1997年） 演出
- 浅草パラダイス（1998年） 演出
- 寺内貫太郎一家（1999年） 演出
- ご存じ 浅草パラダイス（2000年） 演出
- さらば 浅草パラダイス（2001年） 演出
- 音楽劇 いつかヴァスコ・ダ・ガマのように（2001年） 作・演出
- 冬の運動会（2001年） 演出
- ロマンティック・コメディ 風狂伝'02（2002年） 作・演出
- 憎いあんちくしょう（2002年） 作・演出
- 朗読劇 源氏物語（2002年） 演出
- 音楽劇 沢田・志村の『さあ、殺せ!』（2003年） 作・演出
- 歌劇 人情酸漿蛍（2004年） 演出
- 音楽劇 センセイの鞄（2005年） 演出

## 著作

### 小説
- 「一九三四年冬―乱歩」（集英社、1993年／新潮文庫、1997年／創元推理文庫、2013年）
- 「早く昔になればいい」（中央公論社、1994年／新潮文庫、1998年）
- 「陛下」（新潮社、1996年／新潮文庫、1999年）
- 「聖なる春」（新潮社、1996年／新潮文庫、2000年） ※グスタフ・クリムトの偽画を描く男の物語。
- 「卑弥呼」（読売新聞社、1997年／新潮文庫、2000年） ※「愛のことば」のタイトルでドラマ化
- 「謎の母」（朝日新聞社、1998年）
- 「逃げ水半次無用帖」（文藝春秋、1998年／文春文庫、2002年）
- 「桃」（新潮社、2000年／中公文庫、2005年）
- 「燃える頬」（文藝春秋、2000年）
- 「蕭々館日録」（中央公論新社、2001年／中公文庫、2004年、改版2022年3月）
- 「あべこべ」（文藝春秋、2002年）
- 「飲食男女 - おいしい女たち」（文藝春秋、2003年／文春文庫、2006年）
- 「女神」 （新潮社、2003年）
- 「渚にて」（集英社、2003年）
- 「へのへの夢二」（筑摩書房、2004年）
- 「雛の家」（中央公論新社、2004年／中公文庫、2008年）
- 「曠吉の恋 - 昭和人情馬鹿物語」（角川書店、2004年／角川文庫、2008年）
- 「有栖川の朝」（文藝春秋、2005年／文春文庫、2008年）
- 「百閒先生 月を踏む」※絶筆（朝日新聞出版、2006年／朝日文庫、2009年）

### エッセイ
- 「昭和幻燈館」（晶文社、1987年／中公文庫、1992年)
- 「花迷宮」（平凡社、1991年／新潮文庫、1998年）
- 「怖い絵」（文藝春秋、1991年／文春文庫、1997年）
- 「蝶とヒットラー」（日本文芸社、1993年／ハルキ文庫、1997年）
- 「ひと恋しくて - 余白の多い住所録」（中央公論社、1994年／中公文庫、1998年）
- 「雨季の女たち」（ワニブックス、1995年）撮影：遠藤晴穂
- 「悪い夢 - 私の好きな作家たち」（角川春樹事務所、1995年）
- 「ニホンゴキトク」（講談社、1996年／講談社文庫、1999年）
- 「黄昏かげろう座」（角川春樹事務所、1998年）
- 「泰西からの手紙」（文藝春秋、1998年）
- 「時を呼ぶ声」（立風書房、1999年／学研M文庫、2004年）
- 「花筺 ‐ 帝都の詩人たち」（都市出版、2001年）
- 「美の死 - ぼくの感傷的読書」（筑摩書房、2001年／ちくま文庫、2006年）
- 「家の匂い町の音 - むかし卓袱台があったころ」（主婦の友社、2001年／「むかし卓袱台があったころ」ちくま文庫、2006年）
- 「私があなたに惚れたのは」（主婦の友社、2002年）
- 「わが心に歌えば」（主婦の友社、2003年）
- 「書林逍遥」（講談社、2006年）
- 「犬に埋もれて」（小学館、2006年）写真：なかやまあきこ
- 「遊びをせんとや生れけむ」（文藝春秋、2009年）、遺著
- 「歳月なんてものは」（幻戯書房、2011年）、各未刊エッセイ集
- 「嘘つき鳥」（幻戯書房、2014年）
- 「歌が街を照らした時代」（幻戯書房、2016年）
- 「「あの人」のこと」（河出書房新社、2020年）、新編
- 「「女」のはなし」（河出書房新社、2021年）、新編

マイ・ラスト・ソング シリーズ
- 「マイ・ラスト・ソング - あなたは最後に何を聴きたいか」（文藝春秋、1995年／文春文庫、1998年）
- 「みんな夢の中 - マイ・ラスト・ソング2」（文藝春秋、1997年／文春文庫、2003年）
- 「月がとっても青いから - マイ・ラスト・ソング3」（文藝春秋、2001年）
- 「ダニー・ボーイ - マイ・ラスト・ソング4」（文藝春秋、2004年）
- 「マイ・ラスト・ソング最終章」（文藝春秋、2006年）
  - 選集「ベスト・オブ・マイ・ラスト・ソング」（文春文庫、2009年）※シリーズより52篇を選出

死のある風景 シリーズ
- 「死のある風景」（新潮社、1999年）、美術：北川健次
- 「薔薇に溺れて - 死のある風景」（新潮社、2000年）
- 「冬の女たち - 死のある風景」（新潮社、2002年）
  - 新訂版「死のある風景」（新人物往来社、2012年）

向田邦子 関連
- 「触れもせで - 向田邦子との二十年」（講談社、1992年／講談社文庫、1996年）
- 「夢あたたかき - 向田邦子との二十年」（講談社、1995年／講談社文庫、1998年）
  - 「向田邦子との二十年」（ちくま文庫、2009年）※2冊をまとめたもの

### 共著
- 「浅草ロック座昭和末年」勝山基弘、池内紀、斎藤智恵子と （美術出版社、1995年）、写真集対談
- 「螢子 - 昭和抒情歌50選」上村一夫と （中央公論新社、1996年）
- 「昭和恋々 - あのころ、こんな暮らしがあった」山本夏彦と （清流出版、1998年／文春文庫、2002年）、写真エッセイ
- 「昭和恋々Part II」（清流出版、2003年）。第2部「昭和がたり」、川本三郎、俵万智と
- 「寺山修司・齋藤慎爾の世界 - 永遠のアドレッセンス」宗田安正、九條今日子と （柏書房、1998年）
- 「銀座24の物語」椎名誠、橋本治、平岩弓枝 他 （文藝春秋、2001年）
- 「この人生の並木道」阿久悠、浅井慎平と （恒文社、2002年）
- 「中原中也のこころ（ことばの花束）」山折哲雄、柳田邦男 他（佼成出版社、2004年）
- 「話したい、話せない、『話す』の壁」金田一秀穂、永六輔、天野祐吉 他（ゆまに書房、2006年）
- 「久世塾」竹山洋、青柳祐美子、糸井重里、小林亜星 他（平凡社、2007年）

大遺言書 シリーズ
- 「大遺言書」森繁久彌と （新潮社、2003年／新潮文庫、2006年）
- 「今さらながら―大遺言書」森繁久彌と （新潮社、2004年）
- 「生きていりゃこそ」森繁久彌と （新潮社、2005年）
- 「さらば大遺言書」森繁久彌と （新潮社、2006年）

### 回想・評伝
- 「久世光彦の世界　昭和の幻景」（柏書房、2007年）。追悼出版
- 加藤義彦「「時間ですよ」を作った男　久世光彦のドラマ世界」（双葉社、2007年）
- 小林竜雄 「久世光彦VS.向田邦子」（朝日新書、2009年）
- 久世朋子 『テコちゃんの時間　久世光彦との日々』（平凡社、2010年）

## 主な受賞
- 1992年「女正月」他で芸術選奨文部大臣賞（放送部門）
- 1993年「蝶とヒットラー」でBunkamuraドゥマゴ文学賞
- 1993年「無言坂」（作詞：市川睦月名義）で第35回日本レコード大賞
- 1994年「一九三四年冬 - 乱歩」で山本周五郎賞、第111回直木賞候補
- 1995年「桃と林檎の物語」（作詞：市川睦月名義）で日本作詩大賞
- 1997年「聖なる春」で芸術選奨文部大臣賞（文学部門）
- 1998年「逃げ水半次無用帖」で第120回直木賞候補
- 2001年「蕭々館日録」で泉鏡花文学賞
- 2003年「センセイの鞄」（演出）で文化庁芸術祭優秀賞作品、日本民間放送連盟賞番組部門テレビドラマ最優秀賞、第40回ギャラクシー賞選奨
- 1998年 紫綬褒章を受章

他 多数。

## 作詞した作品
※特記以外は小谷夏名義
- 堺正章
  - 涙から明日へ（1971年）
  - たそがれに別れを（1973年）
- 森本英世
  - 恋祭り（1971年）
- 朝丘雪路
  - さよならの季節（1972年）
- 天地真理
  - ひとりじゃないの（1972年）
- ザ・モップス
  - 何処へ（1972年）
- 浅田美代子
  - ひとりっ子甘えっ子（1973年）
  - わたしの宵待草（1973年）
- 沖正夫
  - 青春は萌えるかげろう（1973年）※市川睦月名義
- 西城秀樹
  - ふたりの秘密（1973年）
- 西田佐知子
  - 矢車日記（1973年、アルバム『美徳のよろめき』収録、後に北原ミレイが「矢車の花」（1980年）として、小林幸子が「矢車日記」（1984年）としてカヴァー。）
- 仲雅美
  - 海が見えたら（1973年）
  - 八時発準急電車（1973年）
- 梓みちよ
  - 両手で愛して（1974年、「二人でお酒を」のB面）
- 篠ヒロコ
  - 霧雨の人（1974年）
  - あじさいの人（1974年）
- 美川憲一
  - 三面記事の女（1974年）
  - スカーレット・ドリーマー（1979年）
- 森田健作
  - 涙のあとから微笑みが（1974年）
- 藤竜也（1974年）
  - 花一輪
- デイブ平尾
  - ママリンゴの唄（1975年、TBS「悪魔のようなあいつ」劇中歌）※市川睦月名義
- 渚ゆう子
  - 北からの手紙（1975年）
- 沢田研二
  - コバルトの季節の中で（1976年）
  - ジョセフィーヌのために（1976年）
- 郷ひろみ
  - 真夜中のヒーロー（1977年）
  - 悲しきメモリー（1977年）
  - BLUE FRIDAY / サーカスの少女（1979年）
- 山口百恵
  - 猫が見ている（1979年）
- フラッシュ
  - 悪い夢のブルース（1979年、映画「夢一族 ザ・らいばる」挿入歌）
- 古田喜昭
  - パーマンはそこにいる（1983年、テレビ朝日「パーマン」ED）
- 大山のぶ代
  - 浪曲ドラえもん（1984年）
- 桂銀淑
  - ためいきワルツ（1987年）
- 香西かおり
  - 花挽歌（1992年）※市川睦月名義
  - 無言坂（1993年）※市川睦月名義
- 由紀さおり
  - 恋祭（1996年）※市川睦月名義